# Vultureni, Brăila

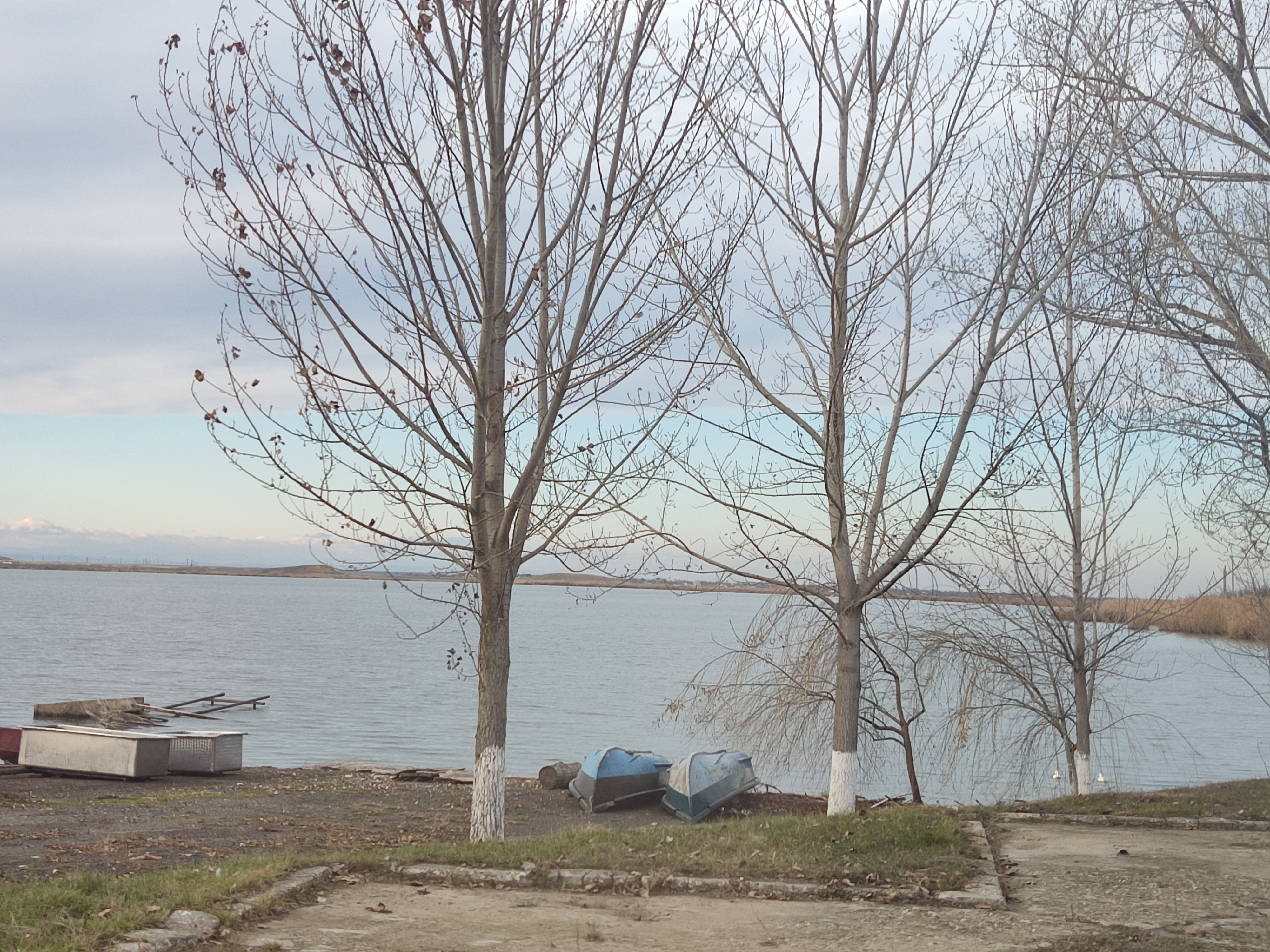

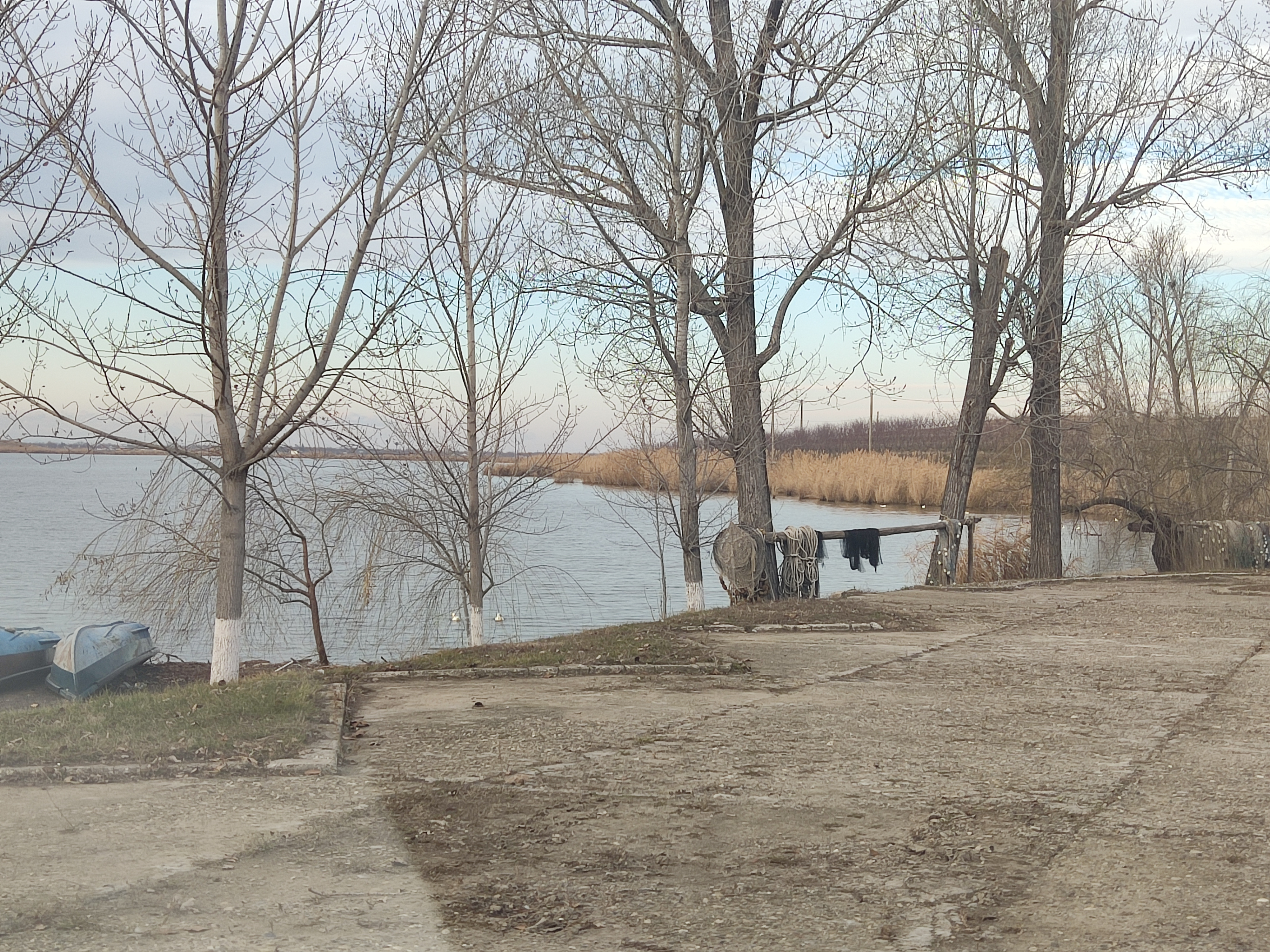

Vultureni (în trecut, Fleașca și Colonel A. Grigorescu) este un sat în comuna Cireșu din județul Brăila, Muntenia, România.
La sfârșitul secolului al XIX-lea, satul purta numele de Fleașca și era reședința unei comune arondate plășii Călmățui din județul Brăila. Comuna Fleașca avea în componență satele Fleașca și Scărlătești, cu o populație totală de 908 locuitori; aici funcționau o biserică fondată de moșierul Anastase Simu în 1875 și o școală mixtă cu 79 de elevi (din care 19 fete), înființată în 1863. În 1925, comunei îi fusese arondat și satul Slobozia-Cireșu și avea 2143 de locuitori. Cu timpul, centrul comunei s-a mutat de la satul Fleașca, către satul Cireșu, iar comuna și-a luat acest nume. În 1968, satul este consemnat cu numele actual de Vultureni, în comuna Cireșu.